# Волнения в Бахрейне (1990-е)
Волнения в Бахрейне в 1990-х годах (араб. الانتفاضة التسعينية في البحرين‎), также известные как Восстание достоинства (араб. انتفاضة الكرامة‎) — серия восстаний в Бахрейне между 1994 и 1999 годами, во время которых левые, либералы и исламисты объединились, чтобы потребовать демократических реформ. Волнения закончились после того, как эмиром Бахрейна в 1999 году стал Хамад ибн Иса аль-Халифа и 14—15 февраля 2001 года был проведён референдум, на котором массовую поддержку получила Национальная Хартия. В результате столкновений с правительственными силами погибло около 40 человек и по меньшей мере 1 представитель сил безопасности.

## Предпосылки

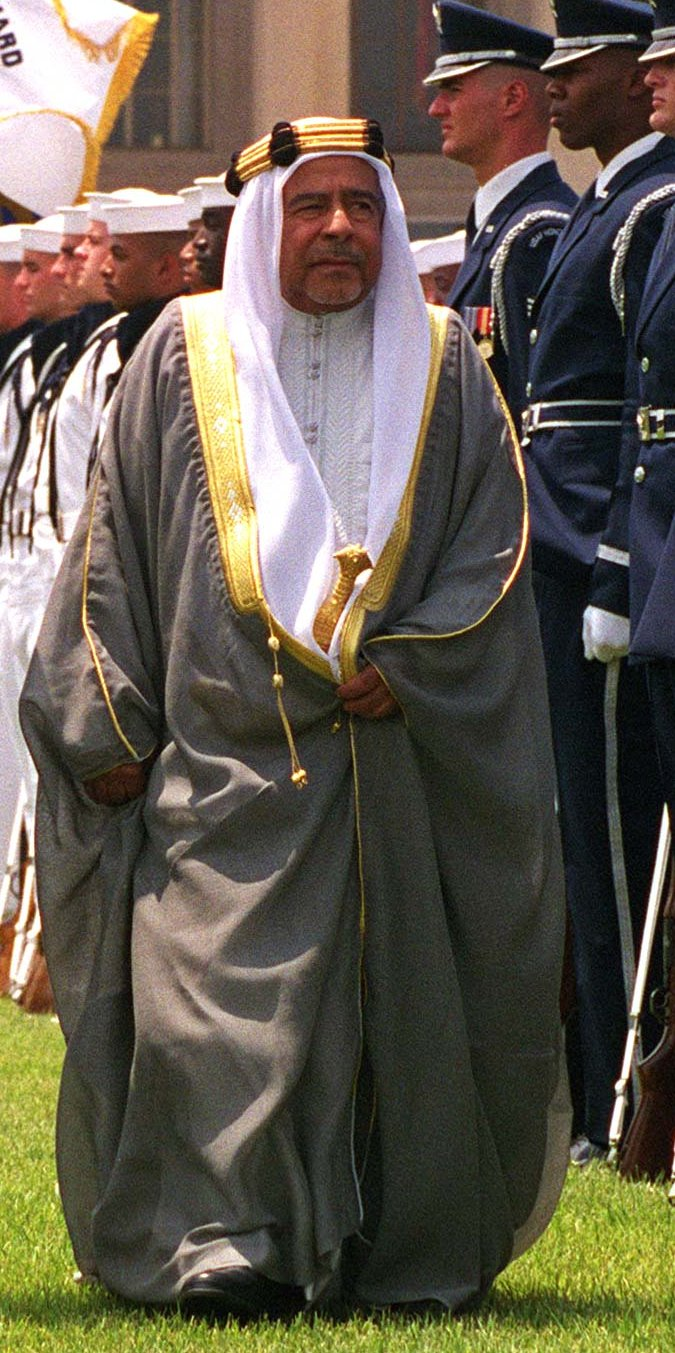
Эмир Бахрейна Иса ибн Салман аль-Халифа, распустивший в 1975 году парламент и приостановивший действие Конституции

В 1971 году Бахрейн стал независимым от Великобритании государством и провёл в 1973 году парламентские выборы. Однако спустя два года действие Конституции было приостановлено, а парламент распущен эмиром Сальманом аль-Халифой после того, как депутаты отклонили закон о государственной безопасности. Этот закон был предложен главой полиции Яном Хендерсоном. Он давал полиции широкие полномочия арестовывать и содержать в тюрьме граждан без суда и предъявления обвинения на срок до трех лет по «подозрению, что они могут представлять угрозу для государства». Начиная с августа 1975 начались массовые аресты, в том числе за решёткой оказались члены распущенного парламента. Репрессии, запущенные Хендерсоном, длились более двадцати пяти лет. Неоднократные сообщения  тысяч активистов оппозиции и правозащитных групп о систематическом применении пыток, произвольных арестах и убийствах, были отвергнуты Хендерсоном, который утверждал, что он «никогда не участвовал в пытках и не отдавал приказа своим подчинённым применять пытки к арестованным».
В 1992 году 280 общественных лидеров, в том числе некоторые из распущенного парламента, подписали петицию с призывом к восстановить Национальное собрание. Первоначально правительство пошло на уступки и создало в качестве консультативного органа Совет шуры, состоящий из тридцати человек. Еще одна петиция в следующем месяце показала, что вновь сформированный совет «не заменяет Национальное собрание в качестве конституционной законодательной власти». Делегация из шести представителей, поровну от суннитов и шиитов, встретилась с эмиром, который указал, что Совет шуры «все, что [они] могут ожидать».

## Цели восстания
Как и в случае других восстаний в 1990-е годы, целью оппозиции были демократические реформы. В арабском мире это стало первым выступлением, которое объединило левых, либералов и исламистов в стремлении восстановить парламент и действие Конституции.
Несмотря на попытки попытки изобразить восстание как выступление исламских фундаменталистов, ход событий и умеренность лидеров привело к поддержке действий со стороны всех правозащитных организаций, включая Amnesty International, Human Rights Watch, Article 19 и подкомиссию ООН по правам человека, а также членов парламентов Великобритании, Франции, США и ЕС. Конечной целью восстания было восстановление Конституции 1973 года и уважение прав человека в Бахрейне, при сохранении плюрализма мнений в обществе.

## Основные события
Восстание началось в июне 1994 года с пикета безработных перед зданием Министерства. Более 1500 демонстрантов попытались организовать сидячую забастовку перед Министерством труда, протестуя против повышения уровня безработицы, которая достигла 15 %. Полиция разогнала протестующих с применением слезоточивого газа. Похожие инциденты произошли в августе и сентябре. В ответ была создана новая петиция, подписать которую теперь могли все граждане. По утверждению организаторов, им удалось собрать более 20 000 подписей, в большинстве со стороны шиитов.
В ноябре сотни шиитов протестовали против благотворительного марафон. Маршрут марафона проходил через несколько шиитских деревень, в которых женскую спортивную одежду считали оскорбляющей достоинство. Сообщалось, что некоторые протестующие бросали в участников марафона камни, что побудило силы безопасности провести ряд арестов. В следующем месяце Али Салман, лидер протеста, был арестован по обвинению в подстрекательстве. Арест вызвал протесты и вспышки насилия в Манаме и Ситре. Некоторые протестующие использовали бутылки с зажигательной смесью против полицейских участков, банков и коммерческой недвижимости. Со своей стороны полиция применила слезоточивый газ и резиновые пули. Сообщалось также, что в некоторых случаях полиция использовала боевые патроны.
К декабрю число заключенных, по сведениям посольства США, превысило 500 человек. Ряд оппозиционных лидеров, в том числе Али Салман, в январе 1995 года были высланы из страны. Протесты и аресты продолжались на фоне одиночных заявлений правительства об освобождении заключенных. В феврале правительство сообщило только о 300 активистах, остающихся в тюрьме, в то время как оппозиция заявила о 2000. Уровень насилия и арестов повысился в марте и апреле. Абдул Амир Аль-Джамри, лидер восстания, был арестован 1 апреля вместе с другими лидерами протеста, включая Абдулвахаба Хуссейна и Хасана Мушайму.
Спустя месяц после ареста, правительство начало переговоры с находящимися в тюрьме оппозиционными лидерами. За четыре месяца состоялось около двадцати встреч, на которых правительство представляли глава полиции Хендерсон, его заместитель Адель Флайфел или министр внутренних дел. В результате появилось соглашение под названием «Инициатива», по которому лидеры оппозиции должны были успокоить людей в обмен на освобождение всех лиц, не осужденных судом. Правительство, как сообщалось, согласилось с тем, что после восстановления порядка будет начат политический диалог с оппозицией. В результате протесты были приостановлена, однако возобновились после того, как правительство отказалось признать существование такой договоренности.
В декабре 1995 года и январе 1996 года в торговом центре и в отеле были взорваны бомбы, в результате взрыва никто не пострадал. Лидеры оппозиции были вновь арестованы. Обвинения им не предъявлялись до мая 2007 года. Взрывы продолжились в последующие месяцы, в результате погибло 8 человек. Общее число погибших в результате волнений к этому времени достигло 24 человек, в том числе несколько случаев смерти произошло во время содержания под стражей, как предполагается, в результате применения пыток. Также погибло три представителя сил безопасности. В мае один из протестующих был приговорен к смертной казни по обвинению в убийстве полицейского. В этот период увеличилось число арестов, особенно среди женщин и детей.
В июне правительство заявило, что обнаружена террористическая сеть, названная «военным крылом Хезболла-Бахрейн». Правительство утверждало, что за организацией стоит Иран, и беспорядки организованы именно этими лицами. Однако  Human Rights Watch назвала утверждение о существовании крыла Хезболла в Бахрейне не имеющим подтверждения, хотя отметила влияние Ирана.
Волнения сопровождались крайними формами насилия, включая массовые беспорядки и взрывы бомб. Было убито более 40 человек, в основном в результате действий сил безопасности. Большинство событий происходило в шиитских поселениях, сильное влияние имела религиозная составляющая. Правительство пыталось выставить восстание в негативном свете, но в конце концов было вынуждено пойти на уступки. Волнения стали самыми длительными в истории Бахрейна.

## Хамад ибн Иса Аль-Халифа и Национальная Хартия
Насилие практически прекратилось, после того как король Хамад ибн Иса аль-Халифа провёл политические реформы после вступления на трон в 1999 году. 14 и 15 февраля 2001 года числом голосов в 98,4 % была одобрена в Национальная Хартия.